# 河村秀清
河村 秀清（かわむら ひできよ、治承元年（1177年） - 没年不詳）は、鎌倉時代の武将・御家人。相模国足柄郡河村郷（現・神奈川県足柄上郡山北町）の住人。藤原氏秀郷流、波多野氏の一族。幼名は千鶴丸、通称は四郎（河村四郎）。

## 概要
治承元年（1177年）に波多野義通の実弟・河村秀高（ひでたか）の四男（母は源頼朝の御所の女官である京極局）として生まれる。兄に河村則実（のりざね、柳川二郎）と河村義秀（よしひで、河村三郎）、弟に河村秀経（ひでつね、河村五郎）がいる。｢河村｣の姓は、父・秀高（名は遠実（とおざね）とも）がその父（秀清の祖父）である波多野遠義（とおよし）から河村郷の所領を譲られてそこを本拠とし、その地名をとって名乗ったことに始まる。
源頼朝が挙兵した際、兄の義秀はそれに応じず平家側につき、治承4年（1180年）の石橋山の戦いでも大庭景親に同調したが、富士川の戦い後に景親らとともに捕縛された。河村郷を中心とする義秀の所領（本貫地）は没収され、本来ならば斬罪に処されるべきところを、以前より頼朝方であった景親の兄・景義の計らいによって罪を赦されている。9月には本領であった河村郷を安堵され、以後御家人として活動することとなる。義秀が捕縛された時、その弟である千鶴丸は浪人となり母・京極局のもとにいたようである。

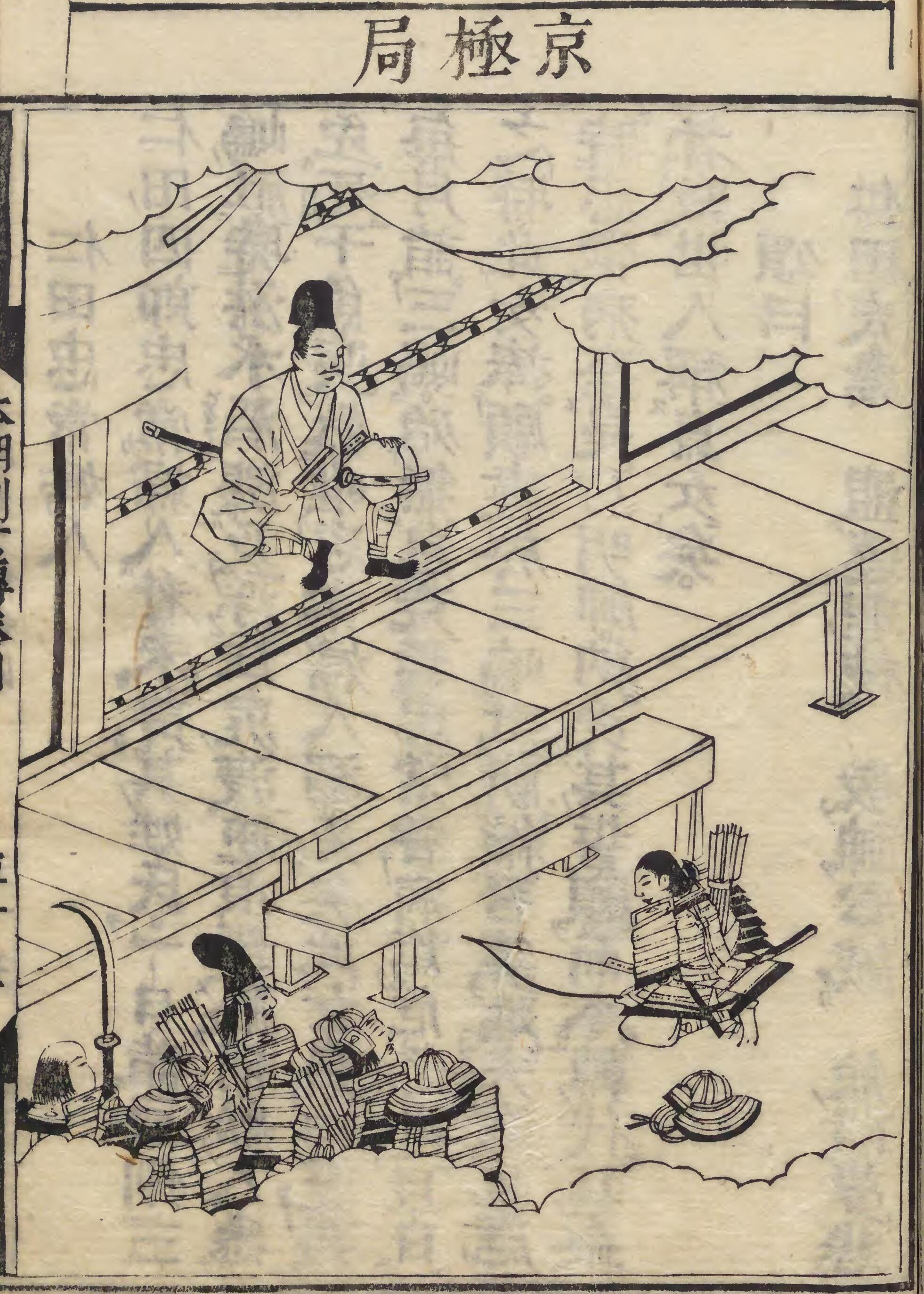
源頼朝（左上）と河村秀清（右下）

『吾妻鏡』によれば、文治5年（1189年）、若年の千鶴丸は13歳にして奥州合戦に参加、三浦義村らとともに、藤原泰衡の異母兄・藤原国衡がまもる陸奥国阿津賀志山（現・福島県伊達郡国見町厚樫山）の堡塁(ほうるい)を攻めて武功を挙げ（阿津賀志山の戦い）、これに感激した頼朝は、8月12日、船迫駅において、自らの御前で元服させた

という。この時の烏帽子親は頼朝からの指名により小笠原長清が務め、｢清｣の字を与えられて秀清と名乗った。
加えて秀清は戦後の論功行賞により、岩手郡・斯波郡の北上川東岸一帯と茂庭の地、そして摩耶郡の三カ所に所領を賜った。確証はないが、秀清自身はその中間地である茂庭に居を定めたとする説が有力視されている。また、秀清は備中国川上郡の成羽（現・成羽町）の地に所領を得て鶴首城を築き、さらに所領の1つである斯波郡の大巻（現在の紫波町の辺り）にも大巻城（大巻館）を築いたとも伝えられている。
以後、河村氏は本家筋の波多野氏とともに北条氏に従い、承久3年（1221年）の承久の乱では兄・義秀とともに幕府方について宇治川で戦い、武功を挙げた。その後は没年を含め不明である。